# یواس‌اس کاتاهدین (۱۸۹۳)
یواس‌اس کاتاهدین (۱۸۹۳) (به انگلیسی: USS Katahdin (1893)) یک کشتی بود که طول آن ۲۵۰ فوت ۹ اینچ (۷۶٫۴۳ متر) بود. این کشتی در سال ۱۸۹۳ ساخته شد.